# AKB0시59분!
AKB0시59분!(AKB0じ59ふん!,えーけーびーれいじごじゅうきゅうふん)은 니혼테레비에서 간토 지역 로컬 프로그램으로 방송되었던 버라이어티 프로그램으로 2008년 4월 7일부터 9월 29일까지 방송되었으며 이후 시간을 옮겨 AKBINGO!로 바뀌었다.

## 개요
- AKB48의 지상파 레귤러 방송으로 AKB1시59분!의 방송 요일・방송시간 체제변경에 따라 탄생했다.
- 멤버들이 여러 가지 과제에 도전하는 형식이었으며 방송 후반부에는 노래를 부르기도 한다.
- 방송 타이틀은 「0시59분」으로 되어있지만, 야구경기, 다른 프로그램의 스페셜 방송 등으로 방송시간이 어긋나는 경우가 많이 있다.
- 2008년 10월 1일부터 수요일 0시 29분(목요일 0시 29분)으로 이동해「AKBINGO!」로 리뉴얼하였다.

## 출연자
소속 팀은 방송 종료일(2008년 9월 29일) 당시

### 레귤러
(대부분 매회 출연, 드라마 등의 수록에서는 멤버가 변동)
- AKB48

  - 팀A
    - 이타노 토모미
    - 오오에 토모미
    - 오오시마 마이 (5 - 20, 24후, 최종) - 「부족한48」코너에서는 「고쿠센」의 양쿠미와 「마잇찡마치코선생」의 마치코 선생의 모습으로 진행 역을 담당.
    - 카와사키 노조미 (1 - 4, 9 - 최종)
    - 코지마 하루나 (1 - 8, 13 - 최종)
    - 코마타니 히토미
    - 사토 아미나
    - 사토 유카리 (1 - 12, 16 - 최종)
    - 시노다 마리코 (1 - 8, 13 - 최종) - NEWS AKB, NEWS48에서 「시노다 마리스텔」으로도 등장.
    - 타카하시 미나미 (1 - 8, 13 - 최종)
    - 토지마 하나
    - 나카니시 리나
    - 나리타 리사
    - 후지에 레이나
    - 마에다 아츠코 (1 - 20, 24후, 최종)
    - 미네기시 미나미 (1 - 8, 13 - 최종)
    - 미야자키 미호

  - 팀K
    - 아키모토 사야카
    - 우메다 아야카
    - 오오시마 유코
    - 오오호리 메구미
    - 오노 에레나
    - 오쿠 마나미
    - 카사이 토모미
    - 쿠라모치 아스카
    - 코바야시 카나
    - 사토 나츠키
    - 나루세 리사
    - 노로 카요
    - 하야노 카오루
    - 마스다 유카
    - 마츠바라 나츠미
    - 미야자와 사에

  - 팀B
    - 오오타 아이카
    - 우라노 카즈미
    - 카시와기 유키
    - 키쿠치 아야카
    - 사시하라 리노
    - 나카가와 하루카
    - 니토 모에노
    - 와타나베 마유

  - 팀 연구생
    - 이시다 하루카
    - 타카죠 아키
    - 카타노 유리에
- 배드 보이즈 (사다 마사키, 오오미조 키요토)
- 타카다 쥰지 (8회만)

## 같이 보기
- AKB1시59분!
- AKBINGO!